# Međunarodno atomsko vrijeme
Međunarodno atomsko vrijeme (TAI od franc.: Temps Atomiq International) koordinatni je vremenski standard visoke preciznosti zasnovan na primjećenom protjecanju pravog vremana. Na njemu se zasniva UTC vrijeme koje se, uz odgovarajući pomak zadan za svaku vremensku zonu, koristi u građanskoj upotrebi. Na TAI vremenu se zasniva i Zemaljsko vrijeme (engl.: Terrestrial time, TT) koje se koristi kod astronomskih promatranja.
TAI i UTC su međusobno usklađeni početkom 1958. godine, a od tada se zbog usporavanja rotacije Zemlje između njih pojavljuje razlika. Prije uvođenja uvođenja prijestupnih sekundi 1972. godine, razlika je iznosila 10 s, a od tada (do početka 2012. godine) je dodavanjem 24 prijestupne sekunde narasla na 34 s.

## Način određivanja
Međunarodno atomsko vrijeme se određuje kao prosjek (uz zadane težinske faktore) vremena koje mjeri preko 200 atomskih satova (većinom zasnovanih na ceziju) u nekih 70 nacionalih laboratorija širom svijeta. Satovi se uspoređuju putem GPS signala, te od 2003. godine i putem TWSTFT metode (engl.: Two-Way Satellite Time and Frequency Transfer). Kako u izračunu sudjeluje više satova, ovako određeno vrijeme je znatno stabilnije od vremena određenog ijednim pojedinačnim satom.
Laboratoriji koji sudjeluju u izračunu emitiraju u stvarnom vremenu vremenski signal koji predstavlja njihov pojedinačni izračun Međunarodnog atomskog vremena, i obično ga izražavaju kao UTC, dakle pomaknut za poznati cjelobrojni iznos sekundi. Taj signal primaju ostali laboratoriji i tako mogu usporediti svoj sat s ostalim satovima. Međunarodni ured za mjere i utege naknadno računa prosječno vrijeme (uz upotrebu težinskih faktora) i mjesečno objavljuje kao „Circular T“.